# Macunaíma – Der Held ohne jeden Charakter

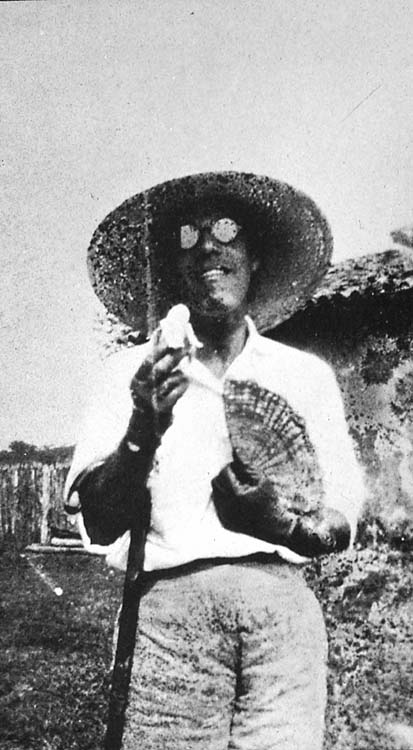
Mário de Andrade 1927

Macunaíma – Der Held ohne jeden Charakter (Originaltitel: Macunaíma: o herói sem nenhum caráter) ist ein 1928 erschienener Roman des brasilianischen Autors Mário de Andrade.

## Handlung
Der Held wird von einer Indiofrau der Tapanhumas in einer Hütte im Urwald geboren, irgendwo in Nordbrasilien am Fluss Uraricoera, in der Nähe des Forts São Joaquim. In den ersten Jahren sagt er nur wenig, außer: „Ai! que preguiça!“ („Ach, diese Faulheit!“) Er ist also faul und gefräßig, außerdem lüstern: Er schläft erst mit der einen Gefährtin seines Bruders Jiguê, und als Jiguê diese vertreibt, weil er es bemerkt, und sich eine neue nimmt, schläft der Protagonist auch mit der neuen Gefährtin. Gelegentlich geht er aber doch auf die Jagd und erschießt bei einer solchen Gelegenheit seine Mutter, die er wegen eines Zaubers des Waldgeists Anhangá für eine Hirschkuh hielt. Nach einer Trauerzeit ziehen Macunaíma, Jiguê und seine Gefährtin, die schöne Iriqui, die sich den ganzen Tag schminkt, und Macunaímas älterer Bruder Maanape, der ein großer Zauberer ist, fort hinaus in die Welt.
Im Urwald begegnen sie Ci, der Mutter des Urwalds, die zu den einsamen Frauen, dem Stamm der Icamiabas, den sagenhaften Amazonenkriegerinnen des Regenwaldes, gehört, was man an ihrer rechten Brust sieht, die ganz flach und dürr ist. Macunaíma will mit ihr schlafen, Ci will aber nicht, es entbrennt ein heftiger Kampf, in dem Macunaíma den Kürzeren gezogen hätte, wenn ihm nicht seine Brüder geholfen hätten, die Ci bewusstlos schlagen, so dass Macunaíma sie vergewaltigen kann, wodurch er zum Kaiser des Waldes wird.
Ci und Macunaíma leben von da an zusammen: Ci führt die Frauen in die Schlacht und Macunaíma ruht sich tagsüber aus, damit er nachts nicht zu müde für die Liebesspiele mit Ci ist. Er ist aber trotzdem müde, denn seine Faulheit ist übergroß, so dass er nur schlafen will, bis Ci ihm mit einer Brennnessel zwischen die Beine fährt. Und nach 6 Monaten schon hat Ci einen Sohn. Das hätte ewig so gehen können, eines Nachts aber kommt die Schwarze Schlange, saugt an Cis linker Brust, saugt sie leer, und als das Söhnlein an der leeren Brust saugen kommt, saugt es das Schlangengift und verstirbt. Darauf schenkt Ci Macunaíma einen Muiraquitã, einen sagenhaften Glücksstein, und steigt an einer Liane empor in den Himmel, wo sie zum Stern Beta Centauri wird, aus dem Grab des Söhnchens aber wächst die Guaraná-Pflanze.
Beim Kampf gegen die Capei, eine große Wasserschlange, verliert Macunaíma das Amulett, sein einziges Andenken an die geliebte Ci, und gerät darüber völlig in Schwermut, bis ihm der Vogel Uirapuru verrät, dass der verlorene Muiraquitã gefunden worden sei, und jetzt im Besitz von Venceslaw Pietro Pietra, einem peruanischen Händler sei. Der Glücksstein habe ihn reich gemacht und er lebe jetzt in São Paulo. Da beschließen Macunaíma und seine Brüder, sich den Muiraquitã zurückzuholen. Als auf dem Weg dahin Macunaíma ein Bad nimmt, wird die dunkle Hautfarbe von ihm abgewaschen. Das Becken, in dem er badet, ist nämlich die Trittspur eines Riesenfußes von Sumé, einem Kulturheros der Tupí, den dieser hinterließ, als er das Evangelium nach Amerika brachte. Das Wasser im Becken hatte seine Taufwirkung behalten und macht immer noch weiß, blond und blauäugig.

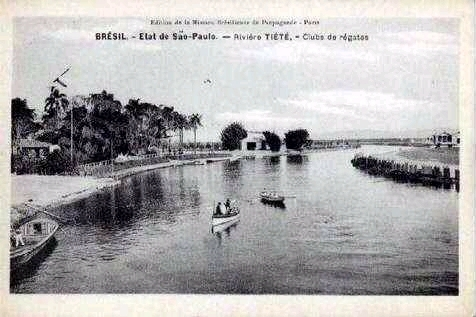
Rio Tietê: Ab hier wird nicht mehr mit Kakao, sondern mit Zaster gezahlt.

Sie fahren weiter den Fluss hinab, in den Rio Tietê und kommen schließlich nach São Paulo, wo alles voller Maschinen ist. Nachdem er sich in der Stadt etwas umgesehen hat, ist Macunaíma bereit, Venceslaw Pietro Pietra aufzusuchen, der eigentlich der Riese Piaimã, ein Oger, ist. Das ist aber keine gute Idee, denn der Riese bemerkt den in einem Baum sitzenden Macunaíma, erschießt ihn mit einem Pfeil, schleppt ihn in seinen Weinkeller, wo er den Leichnam zerstückelt, um ihn zu kochen und aufzufressen. Derweil trinkt er mit seiner Gefährtin, einer alten, dauernd Pfeife rauchenden Caipora, jede Menge Chianti. Das hätte böse ausgehen können, hätte nicht sein wie schon erwähnt zauberkundiger Bruder Maanape die Leichenteile geholt und Macunaíma wiederbelebt.
Da der Riese Macunaíma nun kennt, muss der sich unkenntlich machen. Mit Hilfe einiger Schönheitsmaschinen verwandelt Macunaíma sich in eine Französin und vereinbart einen Geschäftstermin mit dem Riesen. Das hilft aber nichts, denn der Riese will den Muiraquitã weder verkaufen, noch verleihen, vielleicht aber verschenken, wenn die Französin … Macunaíma bleibt nur die Flucht in einen Ameisenhaufen, wo er von Piaimã belagert wird, und nur unter Verlust sämtlicher Schönheitsmaschinerie entkommen kann.
Über den erneuten Misserfolg ist Macunaíma so verstimmt, dass er beschließt, den Riesen zu verprügeln. Da er sich dafür aber selbst nicht kräftig genug fühlt, geht er zu einer Macumba-Zeremonie. Als der Teufel Exú Besitz von einem fetten alten Weib ergriffen hat, bittet Macunaíma ihn um eine Verprügelung des Riesen. Darauf bewirkt Exú, dass das Ich des Riesen in den Körper der Frau fahren muss, worauf Macunaíma in Ruhe die Frau verprügeln kann und jeder Schlag und Tritt, den er dem Weib verpasst, dem Riesen zugutekommt.
Danach ist Macunaíma hungrig und müde. Er landet auf einer Insel unter einem Baum, darauf sitzt ein Geier, der ihm auf den Kopf scheißt. Er bittet den Morgenstern und den Mond, ihn doch mitzunehmen, aber den beiden stinkt er zu sehr. Dann kommt Wei, die Sonne vorbei, die ihn mitnimmt, da sie einen Schwiegersohn braucht. Sie bringt ihn nach Rio de Janeiro, wo er sich benehmen soll. Er aber treibt es auf dem Floß der Sonne mit einer Fischfrau, woraufhin aus der Ehe mit einer Sonnentochter nichts wird. Er wäre unsterblich geworden, aber was soll es? Hier spricht er den Kernsatz:

«Pouca Saúde e Muita Saúva / Os Males do Brasil São»

„Gesundheit wenig und Ameisen viel / ist das Problem in Brasilien!“

Das nächste Kapitel IX ist ein Brief Macunaímas an seine Untertanen, die Amazonen. Er weicht sprachlich-stilistisch stark vom Rest des Textes ab, da er ein parodistisch gehobenes, mit Bildungsbrocken versetztes Portugiesisch verwendet, das mit klassischen Bildungsbrocken versetzt ist:

„Außerdem haben wir […] das Wörterbuch Petit Larousse erworben und sind bereits imstande, im lateinischen Original viele berühmte Aussprüche der Philosophen und die Testikeln [sic!] der Bibel zu zitieren.“

Er berichtet von seinen bislang vergeblichen, aber aufwändigen Versuchen, den Muiraquitã zurückzugewinnen und seinen vielfältigen Erfahrungen in der großen Stadt São Paulo: dass Kaffeebohnen kaum etwas wert sind, bunte Papierzettelchen dafür umso mehr, dass es sehr viele Französinnen gibt, die meist keine Französinnen sind und nur gegen Papierzettelchen zum Spielen bereit sind usw.
Der Riese verschwindet nun für einige Zeit aus dem Gesichtskreis, da er sich auf einer Europareise von seiner Prügel erholt und Macunaíma ihm nicht nachreisen kann, da man ihn um sein Geld betrogen hat. Überhaupt hat er viel unter der Ungerechtigkeit und Bosheit der Menschen und Vögel zu leiden, einmal stirbt er sogar daran, wird aber von Maanape wiederbelebt, der bekanntlich ein großer Zauberer ist.
Endlich ist nun der Riese zurück aus Europa und Macuníma fühlt sich kräftig genug es mit ihm aufzunehmen. Als der Riese ankommt, schleppt er Macunaíma zuvorkommend in sein Haus und will ihn auf eine Schaukel setzen. Die Schaukel ist aus einer dornigen Liane gemacht, unter der Schaukel ist aber ein Topf mit kochenden Makkaroni, und wer die Schaukel loslässt, stürzt in die Makkaroni. Macunaíma soll also schaukeln, er ist aber faul und er könne nicht schaukeln und der Riese solle es ihm zeigen. Nach einigem Hin und Her steigt der Riese auf die Schaukel und Macunaíma stößt ihn so sehr, dass er in den Topf fällt und zu Soße zerkocht wird. Seine letzten Worte sind: „Käse fehlt!“
Nachdem er den Muiraquitã wieder an sich genommen hat, kehrt Macunaíma sehr zufrieden in die Heimat an den Ufern des Uraricoera zurück. Aber obwohl der Glücksstein wieder da ist, wuchert Missgunst und Hass. Iriqui wird eifersüchtig, fliegt mit sechs Aras in den Himmel und wird zum Siebengestirn. Macunaimá ist neidisch auf Jiguê und hext ihm die Lepra an, dass ihm alles abfault und nur noch sein Schatten bleibt, wofür Jiguês Schatten Macunaíma mit Lepra ansteckt. Macunaíma wieder infiziert alle Ameisenarten mit Lepra. Nachdem er sieben andere infiziert hat, wird Macunaíma wieder gesund. Das ärgert den Schatten, der anfängt, alles zu verschlingen, was ihm in die Quere kommt. Er verschlingt auch den Bruder Maanape und alles, was Macunaíma essen will, verschlingt der Schatten, Macunaíma aber kann er nicht verschlingen, denn der flieht vor dem Schatten, der schließlich auf die Schulter des Geiervaters Ruxama springt und zu dessen zweitem Kopf wird, seitdem ist der doppelköpfig.
So ist Macunaíma nun ganz allein, die Hütte ist auch eingestürzt, er hängt in der Hängematte herum, isst Kaschunüsse und lässt sich von einem jungen Ara die Heldentaten seiner Jugend vortragen. Eines Tages erwacht er aus seinen Sumpffieberträumen und will ein Bad in der Lagune nehmen, denn die Sonne ist heiß und ihm ist heiß. In der Lagune sieht er im Wasser eine wunderschöne nackte Frau, bemerkt aber nicht, dass sie im Nacken ein Atemloch hat, es ist nämlich eine Uiara, eine im Wasser hausende unsterbliche Menschenfresserin. Macunaíma steigt in das Wasser und kommt nur mit großer Mühe wieder heraus. Als er wieder am Ufer ist, sieht er nach, was ihm alles abgefressen wurde: rechtes Bein, Hoden, Nase und Ohren und Lippen. An seinen durchbohrten Lippen aber hing der Muiraquitã. Er vergiftet alle Fische in der Lagune und weidet sie aus, kann aber den Muiraquitã nicht finden. Da verliert er die Lust an der Welt und beschließt, in den Himmel zu steigen. Er pflanzt eine Luftliane. Während die in den Himmel wächst (ähnlich wie die Bohnenranke im Märchen von Hans und der Bohnenranke), schreibt Macunaíma auf seinen Grabstein:

„Ich kam nicht zur Welt, um Stein zu sein.“

Dann steigt er hinauf in den Himmel, wo man ihn wegen des fehlenden rechten Beines erst für Saci, den einbeinigen Kobold hält. Im Tierkreis ist auch kein Platz mehr frei, aber schließlich wird er doch noch ein Sternbild, nämlich zum Großen Bären.
Und dann kommt der Schluss: Dass das alles vergangen und vergessen war, bis eines Tages ein Ara (derselbe, der einst die Taten Macunaímas auswendig gelernt hatte) dem Autor auf die Schulter flog und ihm der Reihe nach die ganzen Geschichten erzählte.

## Hintergrund

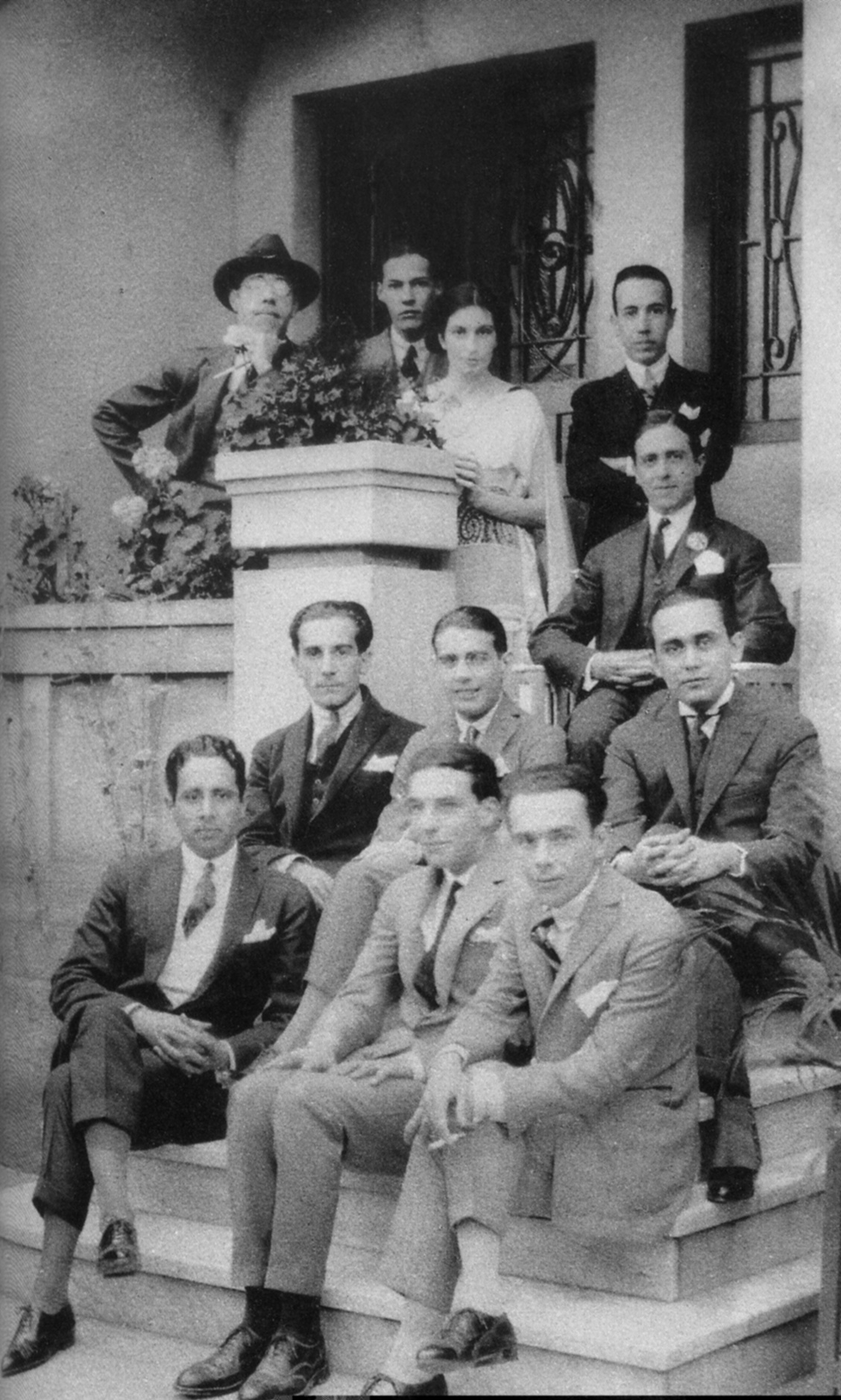
Die Modernistas 1922 (Andrade oben links).

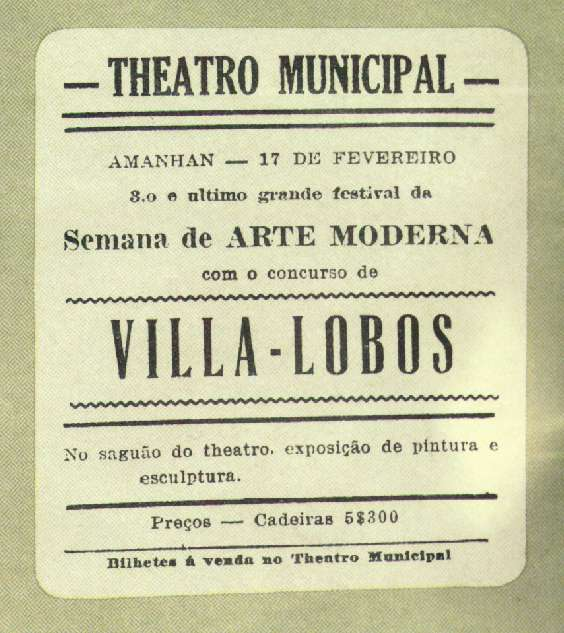
„Gründungsurkunde“ des Modernismo: Plakat der Semana de Arte Moderna in São Paulo 1922

Es ist ein Roman, der vor dem Hintergrund des brasilianischen Modernismo zu verstehen ist, einer Bewegung, die bewusst der europäischen Tradition ein Eigenes entgegensetzen wollte, wobei die europäische Kunst der Zeit noch durch den Symbolismus und die Parnassiens bestimmt war. Hauptvertreter des brasilianischen Modernismo waren Mário de Andrade und der nicht mit ihm verwandte Oswald de Andrade.
Andrade fand nun das Eigentümliche Brasiliens in den Figuren der brasilianischen Mythologie, insbesondere den Mythen der Tupi und der Guarani der Amazonasregion. Die Informationen über diese Gestalten, die Curupiras, Uiaras und andere, und vor allem über die Muiraquitãs, die Glückssteine aus Nephrit, die von den Icamiabas ihren Liebhabern geschenkt wurden, bezog Andrade aus einem mehrbändigen Werk des deutschen Ethnologen Theodor Koch-Grünberg.
Aber über dieser mythologischen Bevölkerung seines Textes, den er abwechselnd Roman, Dichtung, Romanze oder Rhapsodie nennt, verliert Andrade nicht das Ziel aus den Augen, eine gültige Gestaltung des brasilianischen Charakters zu schaffen:

„Was mich an Macunaíma interessierte, war die nationale Einheit der Brasilianer zu entdecken. Nach langem Ringen schien mir eines sicher: Der Brasilianer hat keinen Charakter. Mit dem Wort Charakter meine ich nicht nur eine ethische Wirklichkeit, sondern die dauerhafte psychische Wesenheit, die sich in allen äußert, in den Bräuchen, in der äußeren Handlungsweise, in der Sprache, der Geschichte, im Gang, im Guten wie im Bösen. … [Der Brasilianer] ist wie ein Zwanzigjähriger; zwar kann man an ihm allgemeine Tendenzen, doch nichts Bestimmtes wahrnehmen. Von diesem Mangel an psychologischem Charakter rührt unser Mangel an ethischem Charakter her … Und vor allem eine auf Stegreiflösungen angelegte Existenz.“

Ein anderes Thema, wenn nicht das Hauptthema, sind die Sprachen Brasiliens. Nämlich einerseits die damals die Literatur beherrschende Schriftsprache Portugiesisch und demgegenüber das mit Ausdrücken aus den Indianersprachen angereicherte gesprochene Brasilianisch. Das wird einerseits in dem in einer gespreizten Pseudobildungssprache gehaltenen Brief an die Amazonen in dem schon erwähnten Kapitel IX parodiert, andererseits ist der gesamte Roman ein Exempel für die Art von Sprache, die Andrade der Literatursprache seiner Zeit entgegenzustellen gedachte. Dass er dieses Portugiesisch als eine zu erlernende Fremdsprache sah, wird auch mehrfach ausdrücklich thematisiert.
Er wollte sich freimachen vom kulturellen Einfluss Europas und lässt Macunaíma sagen:

„Ich geh nicht nach Europa, nein. Ich bin Amerikaner und mein Platz ist in Amerika. Die europäische Zivilisation verhunzt bestimmt die Einheit unseres Charakters.“

## Text
Die erste Fassung wurde innerhalb einer Dezemberwoche des Jahres 1926 geschrieben, danach im Lauf mehrerer Monate drei Textfassungen. 1928 erschien der Roman, zunächst im Selbstverlag des Dichters.
Seitdem hat das Werk zahlreiche Auflagen, mehrere Dramatisierungen und 1969 eine Verfilmung unter Regie von Joaquim Pedro de Andrade erlebt.
Die deutsche Übersetzung von Curt Meyer-Clason erschien 1982. Die Übersetzung wirkt an manchen Stellen eigentümlich, da lange Aufzählungen von exotischen Tieren, Pflanzen und Gegenständen unkommentiert im Text erscheinen. Dies entspricht aber der Intention Andrades, der in einer Notiz zu Macunaíma ausdrücklich vermerkt:

„[Aufzählungen] von Ortsnamen, Lagebenennungen, die häufig volkstümlicher und nicht geographisch-wissenschaftlicher Terminologie entsprechen, von Geräten, Vögeln, Fischen, Insekten, Früchten: nicht übersetzen, nur transportieren! Alle Aufzählungen im Buch sind Nachahmungen des Volkstums und mit der poetischen Absicht geschaffen, schöne Sätze, merkwürdige, neue und gelegentlich ulkige Klangverbindungen zu erzeugen. Sie zu übersetzen wäre nutzlos, ja unmöglich!“

An anderer Stelle ist es befremdlich, wenn etwa die Gefährtin von Jiguê beim Spielen mit Macunaíma die Marktzeit versäumt hat und daher keinen Maniok für das Abendessen einkaufen konnte: „So ging Susi heimlich hinters Haus, setzte sich auf ihren Binsenkorb und zog aus ihrem Maissó einen Haufen Maniokwurzeln.“ Maanape mag von diesen Maniokwurzeln nicht essen, und im Glossar findet man dann, dass Maissó natürlich die Vagina ist (von Tupí mahussó).

## Ausgaben
- Erstausgabe: Eugenio Cupolo, São Paulo 1928
- Macunaíma. O herói sem nenhum caráter. Kritische Ausgabe von Telê Porto Ancona Lopez. Illustrationen von Petro Nava. LCT, Rio de Janeiro 1978
- Übersetzung: Macunaíma – der Held ohne jeden Charakter. Übersetzung und Glossar von Curt Meyer-Clason. Suhrkamp, Frankfurt am Main 1982, ISBN 3-518-02053-6. Neuausgabe: Suhrkamp TB 3198, ISBN 3-518-39698-6.
- Verfilmung: Macunaíma